# 空のメデューサ
『空のメデューサ』（そらのメデューサ）は、日本のホラー小説家朝松健によるホラー小説。
1998年にぶんか社の『ホラーウェイヴ』創刊号に掲載された怪獣小説である。2017年に単行本『アシッド・ヴォイド』に収録された。
冒頭にHPラヴクラフトの『ダニッチの怪』から、空からやって来る怪物のくだりの引用がある。

## あらすじ

### メデューサ伝説
怪物メデューサは、ペルセウスに首を切り落とされ退治された。メデューサの子は、海の怪物クリュサオルと天馬ペガサスである。メデューサの血は、死者を蘇らせる妙薬にも、死をもたらす猛毒にもなる。メデューサの名は、ギリシア語で「女王」、学名では「海月」を示す。
20世紀アメリカの作家・超常現象研究家チャールズ・フォートは、『呪われた者の書』で空中海月の存在を予言した。またUFO研究者トレヴァー・ジェイムズ・コンスタブル博士は、UFOの正体はクリッターという生物であると主張した。

### 本編
1994年、木星にSL彗星群が落下したことで熱核反応が起こり、大量の電磁波が地球に降り注ぐ。その結果、夏は前代未聞の酷暑となり、殺人や自殺の件数が激増する。また冬には北海道のあるバイパスでスリップ事故が起こり、大惨事に発展する。事故原因は様々な憶測が語られたが、当事者の何人かによる「吹雪の中を飛来したUFOを避けようとした」という証言は無視され、また犠牲者何名かの死因が「外傷ではなく、急激な老化ないし体内酵素の減少だった」という一事を取り合うこともなかった。
翌1995年、北海道各地の空自レーダーに、「未確認飛行物体の誤検知」が相次ぐ。そんなある日、寺田・山田・白川のF-153機がスクランブル発進した先で見た物は、ロシア機3機と格闘している「円型の物体」であった。山田機とロシア機1機が物体から伸びた触手に接触して墜落する。2機は基地へと逃げ帰るが、いつまで待っても白川が下りてこない。彼はコックピットに座ったまま干からびたミイラと化していた。
そいつらは「アエロ・メデューサ」と名付けられ、国民には秘された。北海道やロシアだけでなく、フィンランド、スウェーデン、ノルウェー、アラスカでも同様の事象があった。寺田と演習で知り合った米兵ジョー・ドラモンド中尉は「ラヴクラフトの化物とは違う。やつらはただの単細胞生物だ。人間様に倒せないはずがない」と述べる。だが中尉は突然配属替えとなり姿を消す。
1996年1月、寺田は北日本大学の事務員・三井邦子と結婚する。一方、アエロ・メデューサへの攻撃は失敗続きであった。そこで起死回生を図るべく、各国空軍は、観測衛星に搭載された核ミサイルをメデューサ棲息エリアで爆破させる「クリュサオル作戦」を実行する。寺田は、衛星を基地からコントロールすることができない場合に核ミサイルもろとも衛星を爆破することを命じられる。核ミサイルが発射された結果、レーダーからメデューサ反応が消え、作戦は成功とされた。だが間近で監視していた寺田は、予定よりも距離が遠かったことに一抹の不安を抱いていた。
その不安は的中しており、タイミングが早かったことでメデューサは逃げ、逆に放射能の影響でさらなる突然変異を果たしていた。登山に出掛けていた寺田邦子は、山頂でメデューサに襲われて死ぬ。彼女は妊娠していた。かくして事態は悪化し、怪獣が人間を捕食するという悪夢が現実の出来事となる。
1997年、今度は核爆弾を抱えて直接メデューサどもの巣に突っ込む「ペルセウス作戦」が立ちあげられ、寺田が名乗りを上げる。かくして北海道の上空に、メデューサの大群が出現する状況下で、作戦が実行に移される。一号機は在日米軍のライアン少尉、二号機は謎の軍人、三号機は寺田。出撃早々、二号機が並外れた操縦技術を操り、突出して先行、寺田は後を追う。二号機パイロットはジョー・ドラモンド空軍中尉を名乗り、己の見ているメデューサたちの巣の中心部の光景を告げる。二号機は自爆を果たし、さらに一号機を誘爆させ、2重の核爆発が全てのアエロ・メデューサを焼き尽くす。もうやることのない寺田は帰還の路に就く。寺田は、メデューサ殺しは空軍が成し遂げたとごち、海に落ちた血がどうなるかなど、もう海軍に任せるだけだとつぶやく。

## 主な登場人物
- 寺田晶 - 航空自衛官。北部航空方面隊所属。1996年に35歳。初遭遇、クリュサオル作戦、ペルセウス作戦の当事者。
- アル・ライアン少尉 - 米兵。在日米軍所属。ペルセウス作戦一号機（剣号）担当。プレッシャーからアルコール依存症に陥っている。
- 謎の軍人 - ペルセウス作戦二号機（楯号）担当。
- ジョー・ドラモンド中尉 - 米兵。アラスカ基地所属。寺田と知り合った後、突然配属替えとなり姿を消す。
- 三井邦子 - 北日本大学の事務員。趣味は登山。1996年に28歳で寺田と結婚する。
- 観測衛星<ペガサス> - アメリカの天体観測衛星。冷戦時代に建造され、秘密裏に核を積んでいた。皮肉なことに、メデューサが産んだ双子の片割れの名を冠する。
- F-18X<ペルセウス> - アメリカ製の実験機。デザインはF-16XLに近い。ペルセウスのメデューサ退治にちなんで、一号機「剣」、二号機「楯」、三号機「英雄」とされている。
- アエロ・メデューサ（空中海月） - 化物ども。他生物の生命力を吸収する。

## 収録
- アトリエサード『アシッド・ヴォイド』朝松健